# Salses-le-Château
Salses-le-Château (Salces o Salsas tradicionalmente en castellano —el añadido de «le Château» es de 1986) es una localidad y comuna francesa situada en el departamento de los Pirineos Orientales y la región de Occitania. Pertenece al distrito de Perpiñán, estando sus principales recursos económicos en la viticultura y horticultura.
Sus habitantes reciben el gentilicio en francés de Salséens y en catalán de salserots.

## Geografía
La comuna pertenece a la comarca histórica del Rosellón y a la subcomarca histórica natural de Corbières y es considerada como el límite norte de los territorios de habla catalana.
De su superficie, la mayor parte comprende el lago de Salses.

## Historia
La población de Salses tiene un pasado antiguo. Situada sobre un eje de paso frecuentado, utilizado ya por las tropas de Aníbal Barca, este camino pasó a ser la Vía Domitia romana y la población un punto estratégico entre Perpiñán y Narbona.
El pueblo fue repoblado por Alfonso el Casto que le concedió diversos privilegios, como la abolición de los malos usos señoriales. A partir del Tratado de Corbeil, en 1258, la frontera entre la Corona de Aragón y el reino de Francia quedó establecida entre Salses y Leucate. 
Fue tomada por el mariscal de Saint-André en 1495. Después de haber recuperado la ciudad a raíz del Tratado de Barcelona (1493), Fernando II de Aragón hace construir (1497-1502), cerca de lo que fue un castrum romano, una fortaleza única en su clase, último avatar de castillo fuerte que pretende adaptarse a la artillería: la fortaleza de Salses. 
Fue ocupada por las tropas francesas el 19 de julio de 1639, recupera por los españoles el 6 de enero de 1640. La población pasó a pertenecer a Francia definitivamente en 1642, tras el sitio de Salses. 

## Demografía
| 1872 | 2009 | 2053 | 2098 | 2422 | 2513 |
| Para los censos de 1962 a 1999 la población legal corresponde a la población sin duplicidades (Fuente: INSEE [Consultar]) |      |      |      |      |      |

## Lugares de interés
- Fortaleza de Salses
- Lago de Salses o también conocido como de Leucate

## Personalidades ligadas a la comuna
- Claude Simon, escritor